# جابولاني مالوليكي
جابولاني مالوليكي (بالإنجليزية: Jabulani Maluleke)‏ (17 مارس 1982 بسويتو في جنوب أفريقيا - ) هو لاعب كرة قدم جنوب أفريقي في مركز الوسط. لعب مع سوبر سبورت يونايتد ونادي بلاك ليوباردز وDynamos F.C. (South Africa) ‏ وDangerous Darkies F.C. ‏.